# Paolo Meneguzzi
Paolo Meneguzzi (Mendrisio, Ticino kanton, Svájc, 1976. december 6.) svájci énekes, az ország italofón részéből. Eredeti neve Pablo Meneguzzo.

## Életrajza
Egy hétezer lakosú kisvárosban született Olasz-Svájcban. Családja szorosan kötődik a zenéhez és általában a művészetekhez is, fiatal korában az apa, Gomez például egy rockbandában is játszott. Édesanyja, Loredana és nagynénje, Marina általuk készített virágkompozícióikat a közeli piacokon állították ki. A valódi inspirációt azonban Paolo anyai nagybátyjából, Francóból merítette, aki az egész életét a művészetnek szentelte: sikeres zeneszerző, balett-táncos és festő is volt egy személyben. Paolo tőle kapta élete első gitárját, 8 éves korában. Két évvel később az ifjú tehetség már egy az Antenna 3 csatornán futó, Ettore Andenna által vezetett televíziós adásban debütált Con l'amico Giacomo című dalával.
Paolo tanult, énekelt, gitározott, valamint tizenévesen különböző zenekarokat alapított, melyekkel a klasszikus olasz számok mellett saját szerzeményeket is játszottak; ez egyúttal jó lehetőség volt arra is, hogy Paolo első dalait éles helyzetben, közönség előtt tesztelhesse. Mivel Paolo - zene melletti - másik szenvedélye az éjszaka, barátai unszolására később beállt DJ-nek és több neves klubban is a lejátszók mögé állt.
Számviteli szakképesítést szerezve egy bankban kap állást. A fordulat 1994-ben következik be, amikor Paolora egy versenyen Massimo Scolari, a neves zenei producer és tehetségkutató figyel fel, aki egészen karrierjének beindulásáig szívén viseli a sorsát. 1996 februárjában egy demót küld a chilei Festival di Viña del Mar-ra, ahová - Olaszország képviseletében - meghívót is kap, s dala, az Aria' Ario az első helyen fut be. A győzelemnek köszönhetően egész Latin-Amerikában nagy ismertségre tesz szert. Turnéit követően a dél-amerikai piacra szánt albumai, a Por amor (1996), a Paolo (1997), majd később az Emociones (1999), egy pár év leforgása alatt több mint egymilliós példányszámban tűnnek el az üzletek polcairól. Ez idő alatt azonban még Itáliában nem nagyon ismerik.
Olaszországban csak a 2001-es sanremói fesztivált követően vált ismertté. Ebben az évben jelenik meg első olasz albuma is, az Un sogno nelle mani. Az igazi sikert 2002-ben az In nome dell'amore dala jelentette számára. Az utóbbi években további négy alkalommal (2004, 2005, 2007, 2008) is részt vett a híres zenei rendezvényen. 2005-ös Favola című lemezével két héten belül 200 000 eladott példányt könyvelhetett el. Új albuma a 2007-es fesztivált követően jelent meg.
2007. november 26-án jelentették be, hogy Paolo fogja képviselni szülőhazáját, Svájcot Belgrádban a 2008-as Eurovíziós Dalfesztiválon Era stupendo című dalával.
2008-ban ismét részt vett a sanremói fesztiválon Grande című dalával. Március 14-én jelent meg új album Corro Via címmel, rajta a két új dallal.
Neve Magyarországon jelenleg kevéssé ismert.

## Eredményei asanremói fesztiválokon
- 2001: Ed io non ci sto più (R. Zappy) - 7. hely
- 2004: Guardami negli occhi (P. Meneguzzi, Rosario Di Bella, L. Mattoni, D. Melotti) - 4. hely
- 2005: Non capiva che l'amavo (P. Meneguzzi, R. Di Bella, D. Melotti) - nem került be a fináléba
- 2007: Musica (P. Meneguzzi, D. Melotti, R. Di Bella) - 6. hely
- 2008: Grande (P. Meneguzzi, D. Melotti, G. Panceri) - 6. hely

## Részvétel azEurovíziós Dalfesztiválon
- 2008: Era stupendo c. dallal hazája, Svájc színeiben - nem jutott a fináléba

## Érdekességek
- A művész 2004 óta a Nazionale Italiana Cantanti (olasz énekesek nemzeti focicsapata) tagja
- In nome dell'amore c. slágere a londoni Olympic Studio, illetve Metropolis Studio-ban lett felvéve (ahol egyébként Craig David és Madonna is munkálkodott)
- Lei è (Ő) c. dalát édesanyjának szerezte
- Da figlio a padre (Apának fiától) c. szerzeményét édesapjának ajánlotta

## Lemezei
- 1996 Por Amor
- 1997 Paolo
- 1999 Emociones
- 2001 Un sogno nelle mani
- 2003 Lei è
- 2004 Lei è (nuova versione)
- 2005 Favola
- 2007 Musica
- 2008 Corro Via